# 天琴座XY
天琴座XY，又名BD+39 3476，HD 172380、SAO 67193、HR 7009，是天琴座的一颗恒星，视星等为6.04，位于銀經68.41，銀緯19.32，其B1900.0坐标为赤經18h 34m 48.2s，赤緯+39° 19.32′ 47″。